# Jüdischer Friedhof Kamen

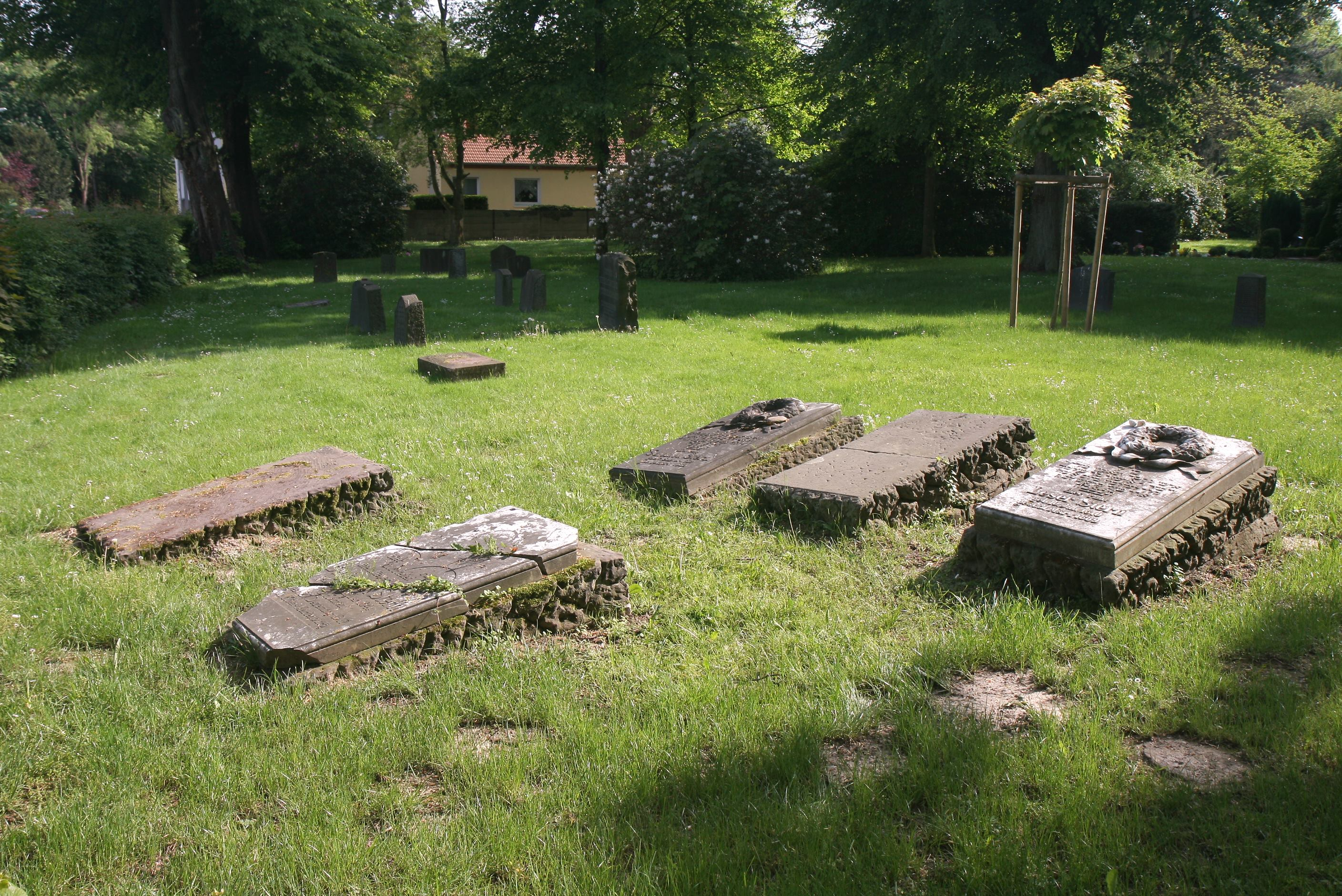
Jüdischer Friedhof Kamen

Der Jüdische Friedhof Kamen ist ein Teil des neuen städtischen Friedhofes der Stadt Kamen in Nordrhein-Westfalen. Er liegt an der Friedhofstraße und steht unter Denkmalschutz.
In der Zeit von 1800 bis 1940 diente er als Begräbnisstätte der jüdischen Gemeinde. Er ist 853 m² groß. Von den einst 108 Gräbern sind lediglich 19 Grabsteine erhalten geblieben. Sie tragen überwiegend deutsche Inschriften.
Josefine Nathan geb. Ruhr starb am 19. Mai 1940. Ihr Ehemann Philipp Nathan wurde am 23. September 1942 vom KZ Theresienstadt nach Treblinka deportiert. Frau Nathans Begräbnis war das letzte in Kamen. Während die Grabsteine ihrer Eltern Michael Ruhr und Amalie Sieger vermutlich zerstört wurden, existiert ihr Grabstein noch.
Sehenswert ist die Grablege der Familie Stern. Auf einem Sockel befindet sich eine imposante Grabplatte mit den Lebensdaten des jeweiligen Verstorbenen. Bei zwei der fünf Gräber fehlt die Grabplatte.